# 頂羽鱗毛蕨
頂羽鱗毛蕨（学名：Dryopteris enneaphylla）为鱗毛蕨科鱗毛蕨屬下的一个种。